# سوليدار
سوليدار (الأوكرانية: Соледа́р، تنطق [soɫeˈdɑr] ، ومعناها "هدية الملح") (بالروسية: Соледар) المعروفة سابقًا باسم كارلو ليكنختوفسك (بالأوكرانية: Карло-Лібкнехтівськ) وتُكتب بالأحرف اللاتينية (باللاتينية: Karlo-Libknekhtivs'k) وبقيت معروفة بهذا الاسم حوالي أربعين عام (من عام 1965 وحتّى 1991) وهي مدينة تقع في منطقة باخموت الواقعة في مقاطعة دونتسيك في أوكرانيا. تقع المدينة على بعد 18 كم من مدينة باخموت، وعدد سكانها 10490 وفق تقديرات 2022.
توجد في المدينة محطة سكك حديدية.

## اللغات
بحسب بيانات عام 2001، فإن اللغة الأم بالنسبة لسكان المدينة:
- اللغة الأوكرانية 60.1%
- اللغة الروسية 39.4%
- اللغة الأرمنية 0.1%
- اللغة البيلاروسية 0.1%

## الحرب الروسية الأوكرانية
خلال الحرب الروسية الأوكرانية التي بدأت عام 2022 اتخذت سوليدار أهمية اقتصادية كبيرة بسبب ثرواتها الاقتصادية ودارت حولها معارك ضارية بين الجانبين. في 13 يناير 2023 أعلنت وزارة الدفاع الروسية أن قواتها سيطرت على المدينة بالكامل في مساء 12 يناير.

## معرض صور

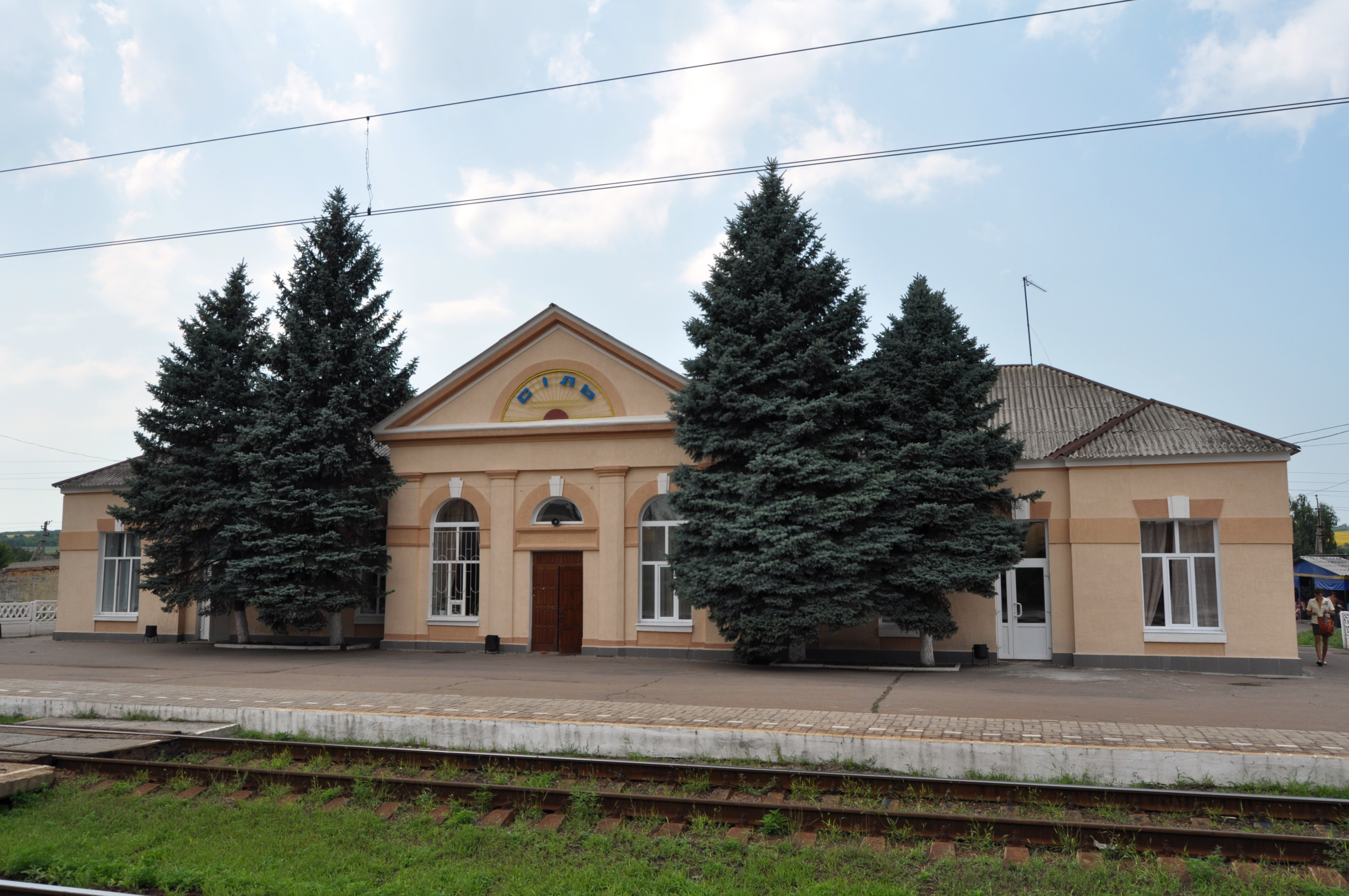
محطة قطار
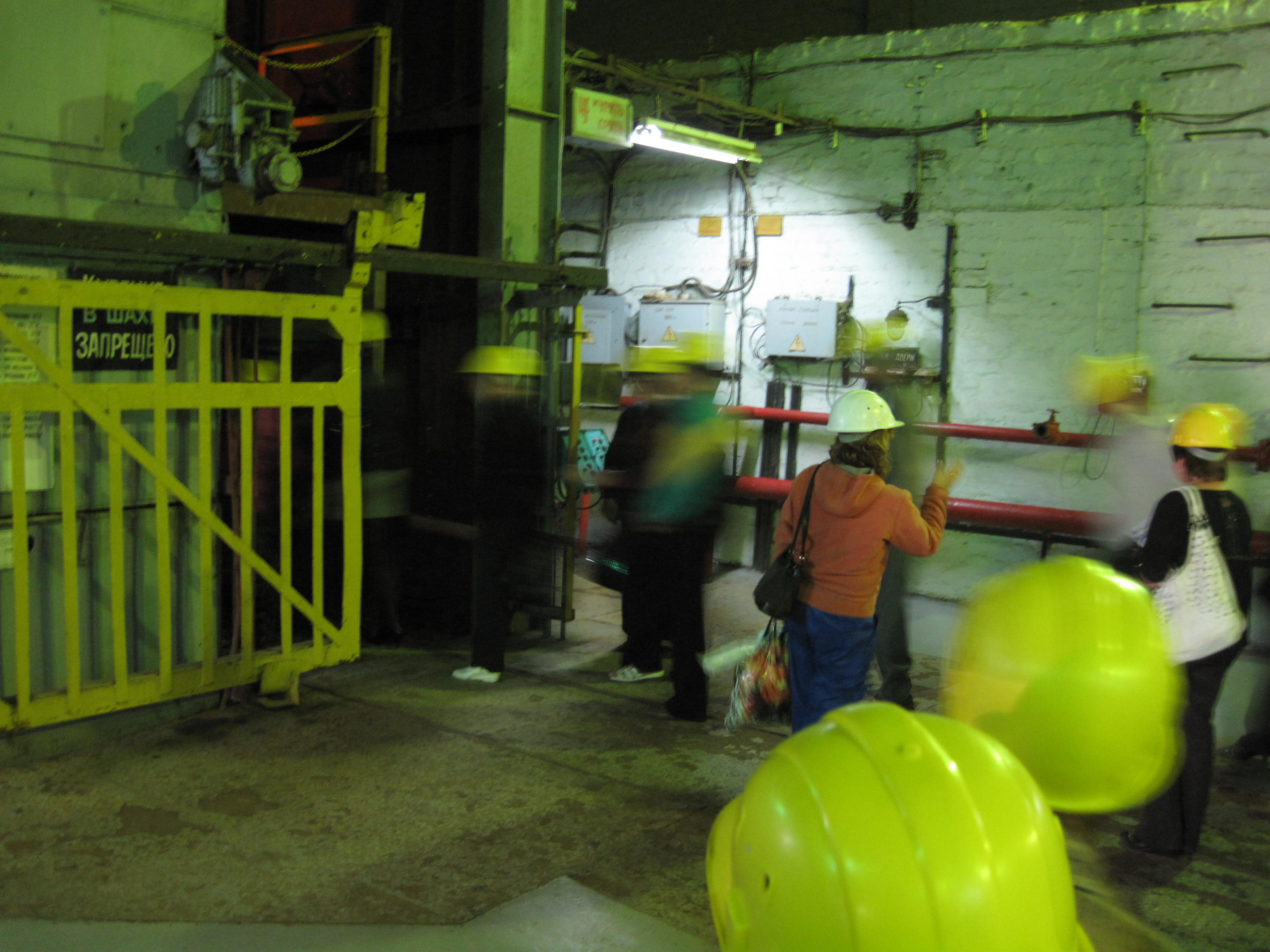
مدخل منجم ملح
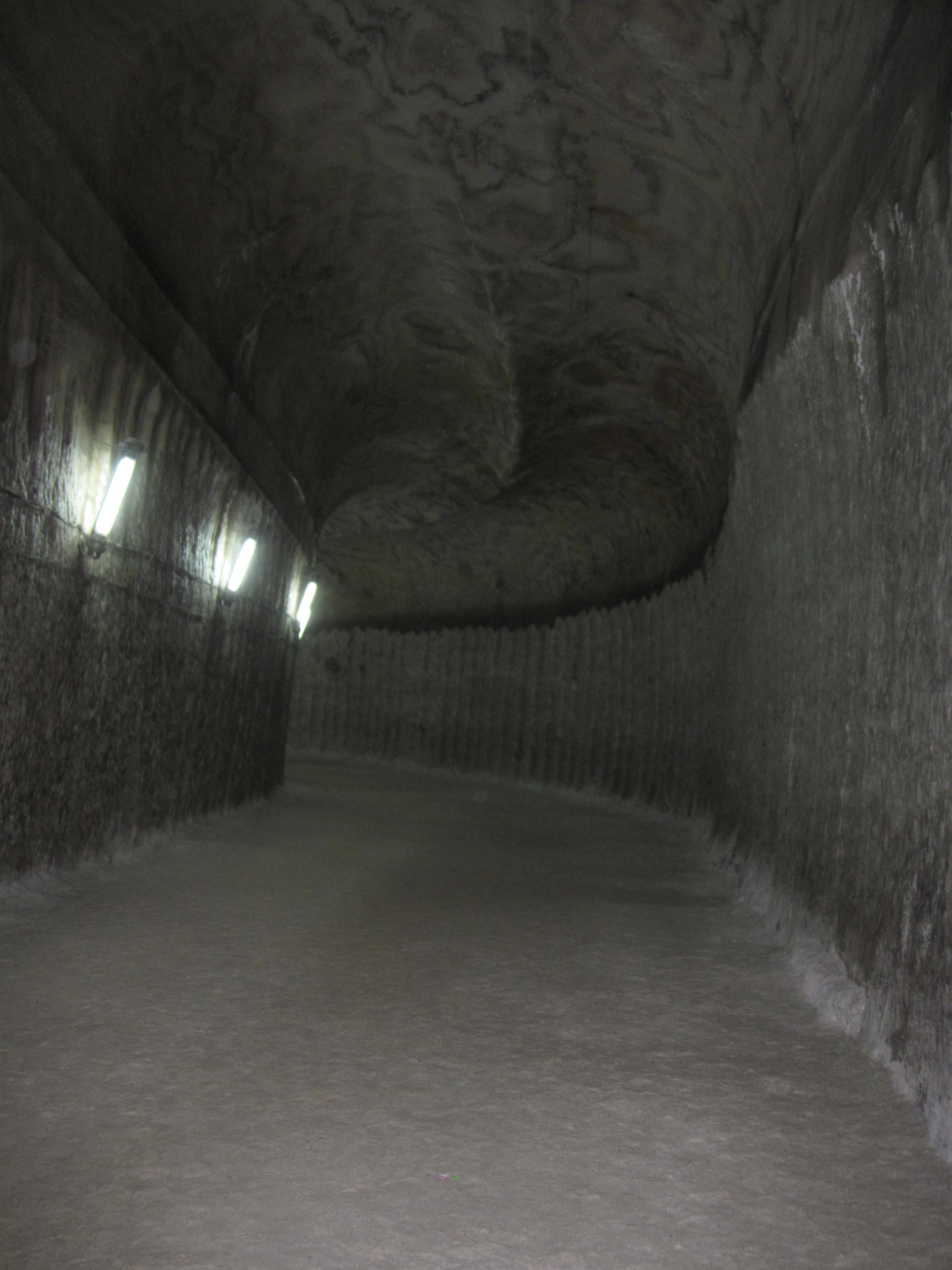
داحل منجم
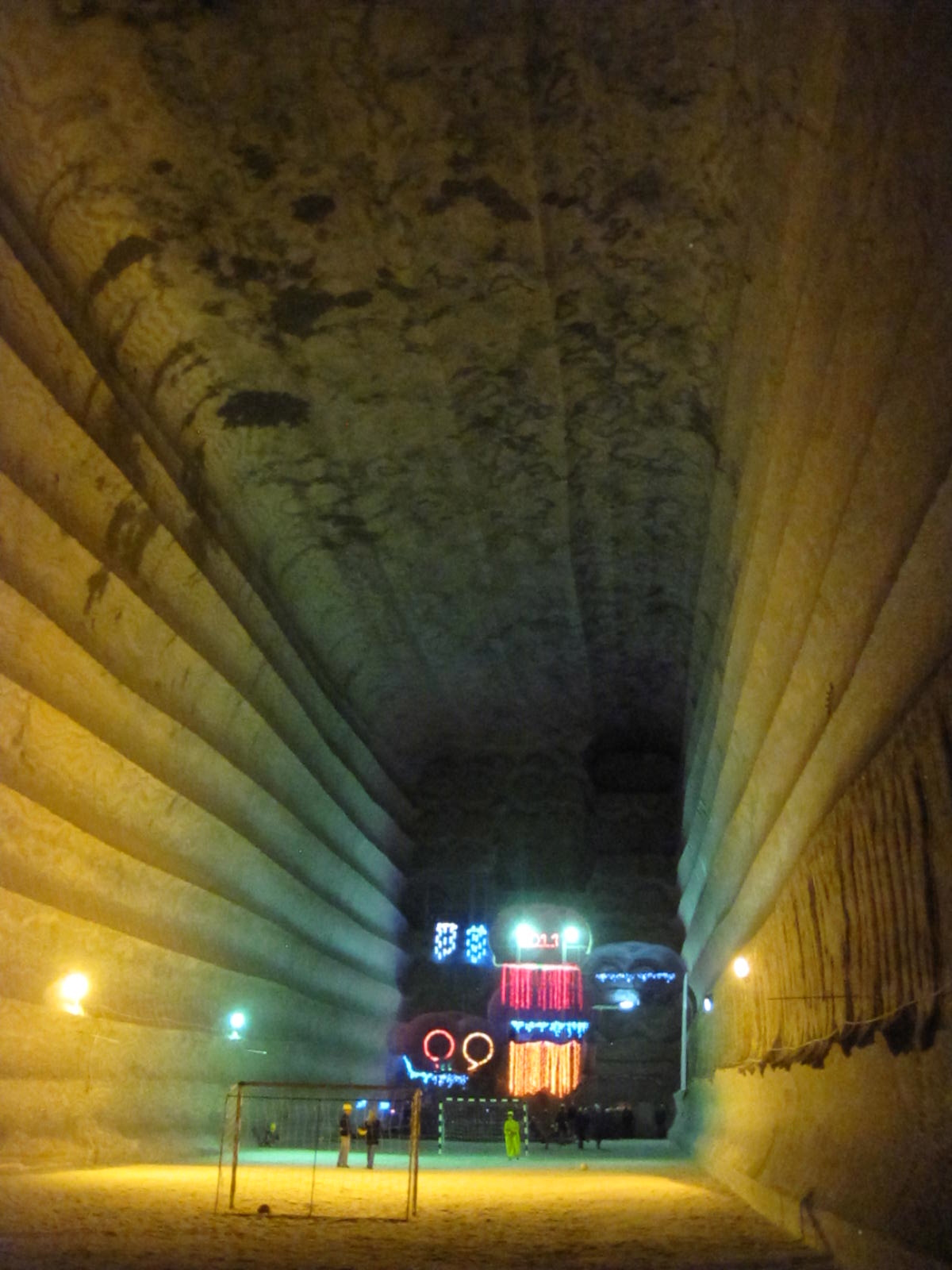
ملعب كرة قدم وقاعة حفلات موسيقية داخل منجم سوليدار